# Denes Koromzay
Denes Koromzay (Arad, Transsilvània (Romania), 18 de maig, 1913 - Boulder, Colorado (EUA), 15 de juliol, 2001), va ser un violinista hongarès.Va viure als Estats Units, a l'estat de Colorado, des del 1962 fins a la seva mort als  vuitanta-vuit anys.
Fou un dels fundadors de l'"Hongrian String Quartet" fins a la seva dissolució l'any 1972. Posteriorment, va tocar amb el "New Hungarian Quartet".

## Discografia (selecció)[3]
- W. A. Mozart, Takács Quartet, Denes Koromzay – String Quintets In C Major K515 / In G Minor K 516- 4 versions Hungaroton (1985)
- W.A. Mozart, Denes Koromzay, Takács Quartet – String Quintets in D Major K 593 and in E flat major K 614 - 2 versions, Hungaroton (1987)
- Wolfgang Amadeus Mozart, Das Ungarische Streichquartett*, Zoltan Szekely, Mihaly Kuttner, Dénes Koromzay*, Gabor Magyar – Streichquartett B-Dur, KV 458 »Jagdquartett« / Streichquartett C-Dur, KV 465 »Dissonanzquartett« (LP) Fono-Ring FGLP 77 700 (Desconegut)
- Beethoven*, The Hungarian Quartet, Zoltan Szekely, Alexandre Moskowsky, Denes Koromzay, Vilmos Palotai – Beethoven Quartet No.1 In F Major, Op.18, No.1 / Beethoven Quartet No.2 In G Major, Op.18, No.2, (LP) Angel Records, ANG.35106 (Desconegut)